# Liste von Erkennungsmitteln gemäß den Kennblättern fremden Geräts D 50/10

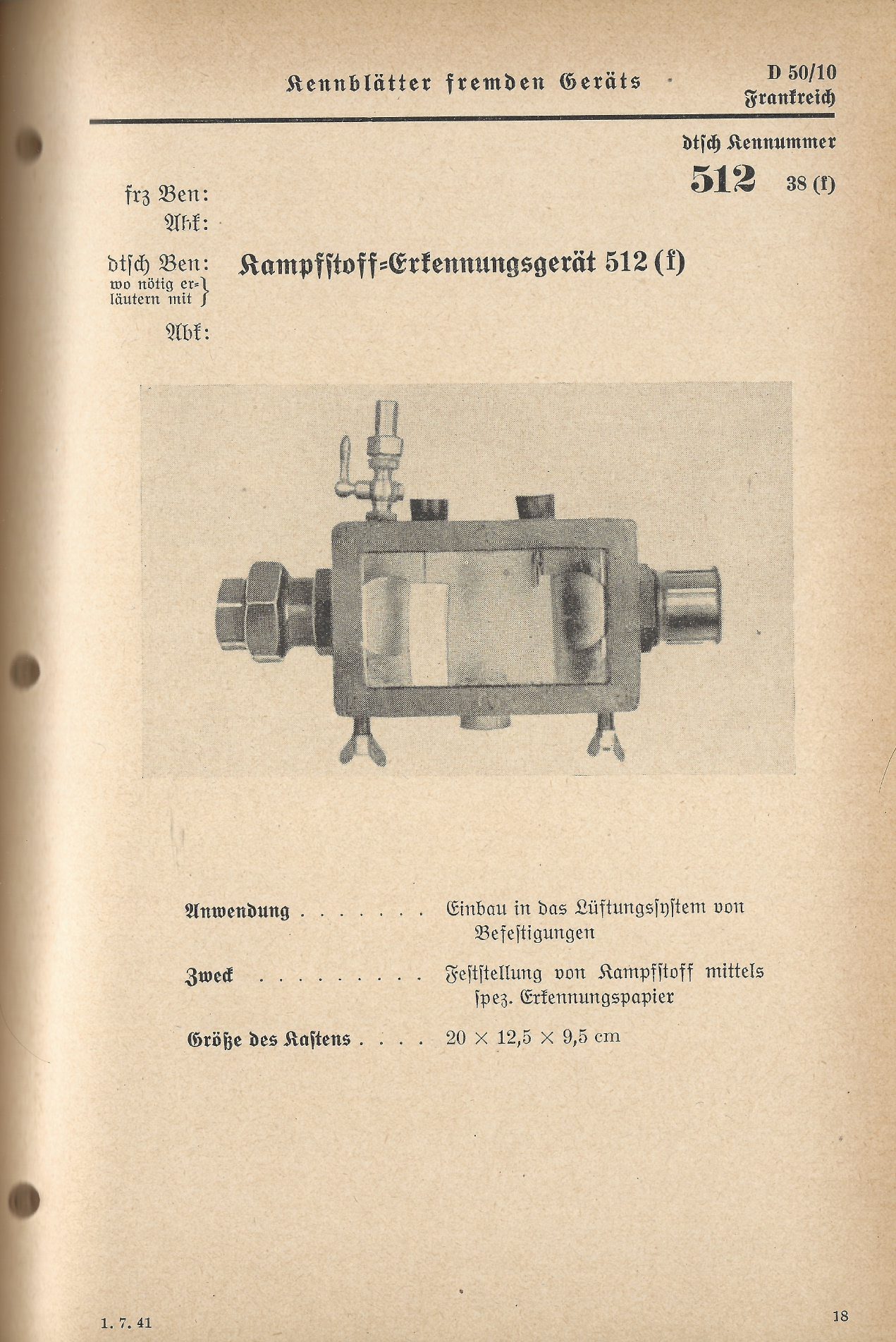
Kennblattbeispiel zu
D 50/10 Nr 512 38 (f)

In dieser Liste von Erkennungsmitteln gemäß den Kennblättern fremden Geräts D 50/10 werden Mittel zur Erkennung von Kontamination aufgeführt, die vom Heereswaffenamt verzeichnet wurden.
Nachfolgend ein Überblick/Auszug zur offiziellen Dokumentation Kennblätter fremden Geräts D 50/10: Gasschutzgerät.

## Hinweise zur Liste
Aufbau der Tabelle
Untenstehende Tabelle führt folgenden Spalteninhalte:
- dtsch. Kennnr. (deutsche Kenn-Nummer), dies entspricht dem Originalindex in den Kopfzeilen der Kennblätter mit Kennnummer, Stoffgebietenummer und Beutezeichen.
- Abk. dtsch. Ben. (Abkürzung deutsche Benennung), Originalbezeichnung entnommen aus der fünften Zeile der Kennblätter.
- Landesbez. nach HWA (Heereswaffenamt), Originalangaben entnommen aus der ersten Zeile der Kennblätter.
- Bild, eine Bildauswahl aus Wikipedia für dieses Objekt.
- Bemerkungen, Hier werden Links zu bereits existierenden Wikipedia-Artikeln eingetragen.

 Info: Die in der Tabelle angegebenen Originaleinträge sollen nicht geändert werden, weil diese den Angaben aus den Kennblättern entsprechen. Nach neuerem Forschungsstand sind teilweise Errata in den Kennblättern erkannt worden. Diese werden unten im Abschnitt Anmerkungen jeweils zur Kenn-Nummer erläutert. Die Wikilinks in den runden Klammern sollten das Lemma der entsprechenden Artikel in Wikipedia enthalten.

## Tabellarische Übersicht
| dtsch. Kennr. | Abk. dtsch. Ben.                    | Landesbez.nach HWA (Wikipedia-Artikel)     | Bild | Bemerkungen |
| ------------- | ----------------------------------- | ------------------------------------------ | ---- | --- |
| 360 38 (f)    | Gaserkennungspapier 360 (f)         | in D. 50/10 keine Angabe                   |      | Verwendung im Feld zur Feststellung vom Kampfstoffen in der Luft, Inhalt: 1× Gummiballgebäse 4× Tropfflaschen mit Reagenslösungen 6× Block mit Reagenzpapier |
| 367 38 (e)    | Gaserkennungspapier 367 (e)         | Detector paper, type A, Mk 1               |      | Erkennung von Arsenwasserstoff |
| 511 38 (e)    | Kohlenoxydprüfpapier 511 (e)        | in D. 50/10 keine Angabe                   |      | Palladiumchlorürpapier |
| 511 38 (f)    | Kohlenoxydanzeiger 511 (f)          | in D. 50/10 keine Angabe                   |      | Nachweis von Kohlenoxyd, Behälter aus Holz mit: 1× Notizblock 1× Handpumpe 2 Schachteln mit 5 Prüfröhrchen 1× Vergleichsröhrchen 5× Gummihütchen in Karton 1× Schlüssel für Handpumpe 8 Schachteln mit je 5 Prüfröhrchen 1× Metallschachtel mit Reservehütchen 1× Metallschachtel mit Aktivkohle 1× Gebrauchsanweisung                                      |
| 511 38 (r)    | Gasspürtasche 511 (r)               | in D 50/10 keine Angaben                   |      | Tasche aus graugrünem Segeltuch mit: 6× Spürfähnchen 2 × 5 Spürfähnchen an Kordel 1× Taschenlampe 1× Kompass 1 Paar Gummihandschuhe 2× Glasbehälter für Kampfstoffproben 1× kleine Schaufel 1× Packung mit Verbandzeug 1× Blechbehälter mit Kampfstofferkennungspapieren 1× Rolle Kongopapier 1× Messer 1× Flasche 1× Bleistift 1× Meldeblock 1× Vorschrift |
| 512 38 (r)    | Gasspürtasche 512 (r)               | in D 50/10 keine Angaben                   |      | Tasche aus olivgrünem Segeltuch |
| 512 38 (f)    | Kampfstoff-Erkennungsgerät 512 (f)  | in D. 50/10 keine Angabe                   |      | Zum Einbau in das Lüftungssystem von Befestigungen |
| 521 38 (h)    | Kampfstoff-Erkennungskreide 521 (h) | in D. 50/10 keine Angabe                   |      | schwach rosafarbene Kreide zur Erkennung von Geländekampfstoff an Gebäuden, Mauern, Waffen, etc. |
| 533 38 (r)    | Kampfstoff-Nachweisgerät 533 (r)    | in D. 50/10 keine Angabe                   |      | Regimentsgerät zum Nachweis von Kampfstoffen |
| 576 38 (e)    | Losterkennungsüberzug 576 (e)       | Detector, gas, individual Detector sleeves |      | Dient zur Feststellung, ob ein Soldat vom abgeregneten Geländekampfstoff getroffen worden ist |
| 577 38 (e)    | Losterkennungstafel 577 (e)         | Detector, gas spray                        |      | Dient zur Feststellung, ob von Flugzeugen Geländekampfstoff abgeregnet worden ist |
| 578 38 (e)    | Losterkennungslack 578 (e)          | Detector, paint, gas                       |      | Anstrich von Gerät oder Waffenteilen, damit ein abregnen von Kampfstoffen festgestellt werden kann |
| 651 38 (f)    | Nachweispapier 651 (f)              | in D. 50/10 keine Angabe                   |      | Feststellung von Arsenwasserstoff in der Luft |
| 704 38 (f)    | Prüfpapier 704 (f)                  | in D. 50/10 keine Angabe                   |      | |
| 705 38 (f)    | Prüfgerät 705 (f)                   | in D. 50/10 keine Angabe                   |      | tragbar, für Raumfilter |
| 706 38 (f)    | Prüfgerät 706 (f)                   | in D. 50/10 keine Angabe                   |      | tragbar, für Raumfilter |
| 752 38 (e)    | Riechprobentasche 752 (e)           | in D. 50/10 keine Angaben                  |      | Erkennung von Kampfstoffen anhand von 4 Vergleichsproben: Mustard Gas (M) = Lost B. B. C. = Brombenzylcyanid Phosgene (P) = Phosgen Lewisite (L) = Lewisit |
| 755 38 (f)    | Riechprobenkasten 755 (f)           | in D. 50/10 keine Angaben                  |      | Erkennung von Kampfstoffen anhand von Vergleichsproben |
| 756 38 (f)    | Riechprobenkasten 756 (f)           | Boite à Odeurs Type III Armée              |      | Erkennung von Kampfstoffen anhand von 8 Vergleichsproben |
| 757 38 (f)    | Riechprobenkasten 757 (f)           | in D. 50/10 keine Angaben                  |      | Erkennung von Kampfstoffen anhand von 16 Vergleichsproben |
| 859 38 (e)    | Spürpapier 859 (e)                  | Detector, gas, ground                      |      | Feststellung von Geländekampfstoffen |
| 861 38 (h)    | Spürpapier 861 (h)                  | in D. 50/10 keine Angaben                  |      | Tasche aus grauem Segeltuch, Inhalt der Tasche: 10× Aufsteckfähnchen 4× Einsteckstäbe 1× Taschenlampe 50 m Trassierband 3× Erdprobenbehälter 1× Metalllöffel 1× Büchse mit Spürpulver 1× Büchse mit Chlorkalk 1× Meldeblock 1× Bleistift |